# Elcapo n.º 154
Elcapo n.º 154 es un municipio rural canadiense situado en la provincia de Saskatchewan.

## Superficie
Elcapo n.º 154 tiene una superficie de 824,3 km².

## Demografía
En 2021, tenía 392 habitantes, una densidad poblacional de 0,5 hab./km², y 174 viviendas.